# Kuhardt
Kuhardt là một xã thuộc huyện Germersheim, bang Rheinland-Pfalz, phía tây nước Đức. Xã Kuhardt có diện tích 4,88 km², dân số thời điểm ngày 31 tháng 12 năm 2006 là 1954 người.